# Personenvereinigung
Eine Personenvereinigung ist ein Zusammenschluss mindestens zweier natürlicher und/oder juristischer Personen, die einen gemeinsamen Zweck verfolgen.
Zu unterscheiden ist zwischen
- vollrechtsfähigen Personenvereinigungen (Körperschaft des öffentlichen Rechts, Körperschaft des privaten Rechts),
- teilrechtsfähigen Personenvereinigungen und
- nicht rechtsfähigen Personenvereinigungen.

Personenvereinigungen lassen sich alternativ untergliedern in Gesellschaften, die aufgrund eines Gesellschaftsvertrags mit einem bestimmten Zweck entstehen, und kraft Gesetz entstehenden Gemeinschaften. Bundesdeutsche Beispiele für Gesellschaften sind die Personengesellschaft, die Kapitalgesellschaft und der eingetragene Verein. Beispiele für Gemeinschaften sind die Bruchteilsgemeinschaft (den Beteiligten gehört nur ein Vermögensgegenstand gemeinsam; § 741 BGB), Verbindung (§ 947 BGB), Vermischung (§ 948 BGB), eheliche Lebensgemeinschaft (verfolgt keinen bestimmten Zweck; § 1353 Abs. 1 Satz 2 BGB), Gütergemeinschaft (§ 1411 und § 1485 BGB) und Erbengemeinschaft (entsteht kraft Gesetzes; § 2032 BGB).